# 朱见泽
崇簡王朱見澤（1455年5月2日—1505年8月27日），是明英宗庶六子，母周貴妃。明憲宗的同母弟弟。
天順元年（1457年）受封崇王，成化十年（1474年），就藩汝寧府。弘治十八年（1505年）過世。在位四十九年，享年五十一歲，諡號簡，三年後由其嫡次子朱祐樒嗣位。

## 家庭
- 崇簡王妃：余氏（？－1474），南城兵馬指揮余信之女，成化七年四月初六日冊封，成化十年十月二十八日過世。
- 繼妃：陳州衛指揮李峴弟李巏之女
- 庶長子：瑞安恭簡王朱祐桓
- 嫡次子：崇靖王朱祐樒
- 庶三子：慶元榮康王朱祐椐
- 至少四個女兒

| 無 原因：明政府封之 | 明崇國國王 1457年－1505年7月 | 繼任： 子靖王朱祐樒 |